# Cheiloneurus fulvescens
Cheiloneurus fulvescens är en stekelart som beskrevs av Hoffer 1957. Cheiloneurus fulvescens ingår i släktet Cheiloneurus och familjen sköldlussteklar. Inga underarter finns listade i Catalogue of Life.